# Erythrogonia insolana
Erythrogonia insolana är en insektsart som beskrevs av Medler 1963. Erythrogonia insolana ingår i släktet Erythrogonia och familjen dvärgstritar. Inga underarter finns listade i Catalogue of Life.